# Graine de lin
La graine de lin est une graine oléagineuse, produite par le lin cultivé (Linum usitatissimum L.) consommée par les humains depuis le Néolithique.
Les graines entières peuvent entrer dans la confection de pain, servir à fabriquer de l'huile de lin et des tourteaux pour les animaux. Mais elles peuvent aussi être consommées pour leurs effets bénéfiques pour la santé: traitement symptomatique de la constipation et amélioration de marqueurs cardiovasculaires (augmentation des oméga-3 du plasma sanguin).
Elles sont à ce jour la matière première végétale contenant le plus de lignanes phyto-œstrogènes et d'acide gras oméga-3.  Elles sont aussi riche en mucilage. 

## Description de la graine

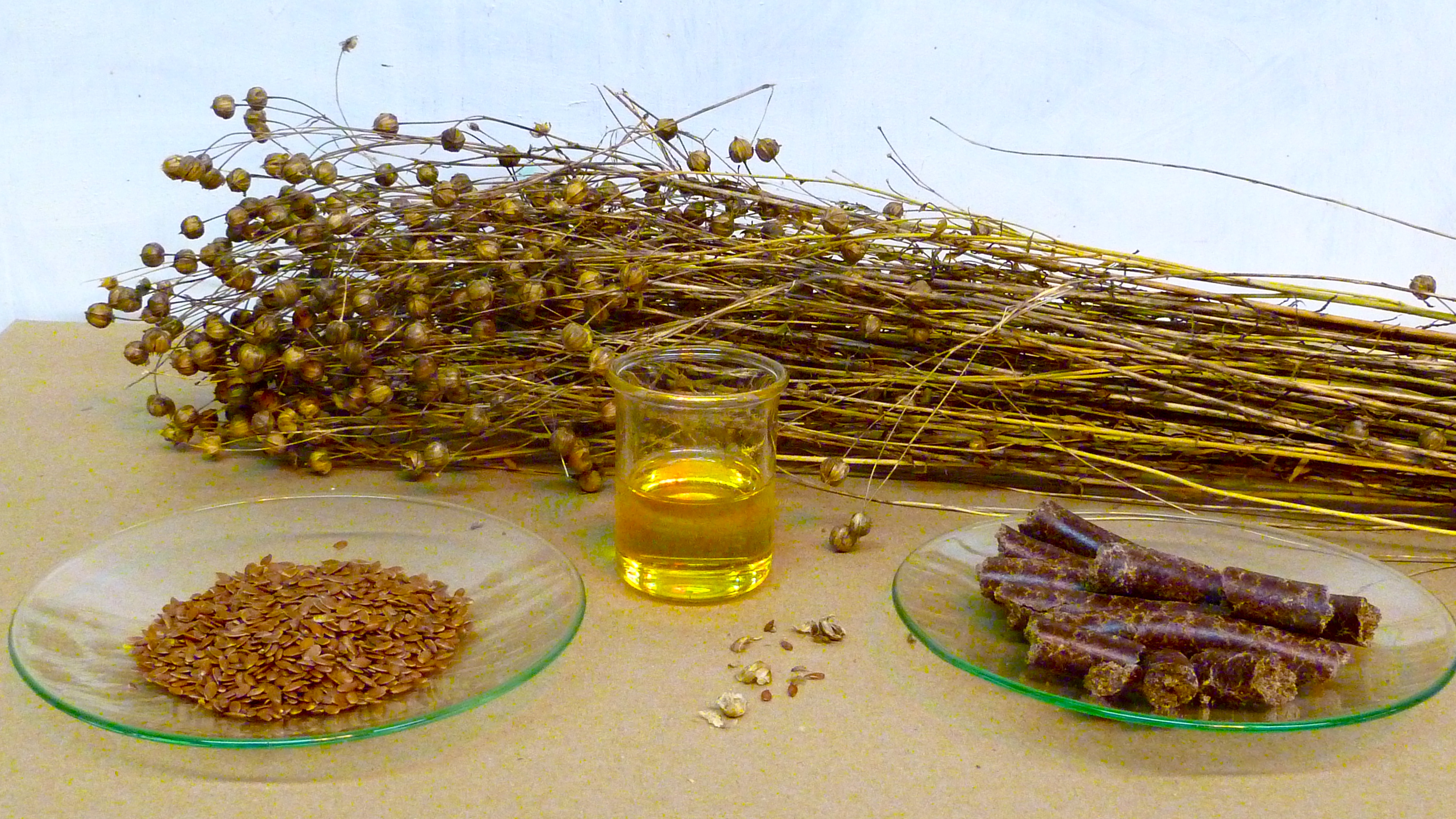
Tiges de lin, graines de lin, huile de lin et tourteaux de lin

La graine de lin de 4-6 x 2-3 x 1,5-2 mm est allongée, ovoïde, aplatie, arrondie à une de ses extrémités, pointue à l'autre. Son tégument (enveloppe) est brun-rouge foncé ou jaune, lisse et brillant, finement ponctué en surface (visible à la loupe).
En magasin, on trouve généralement des graines de lin dorées ou brunes. En fait, la couleur des graines varie considérablement et toutes les variations entre le jaune, le brun foncé et la couleur olive, se rencontrent.

## Analyse nutritive
Le tableau ci-contre reproduit la composition nutritive des graines de lin donnée par la base Ciqual de l'Anses, complétée par les acides aminés donnés par la base danoise DTU.

### Macronutriments
Les macronutriments sont les glucides, protéines et lipides, éléments assimilables qui jouent un rôle de bâtisseur.
Les graines de lin sont relativement pauvres en glucides assimilables, avec une teneur moyenne de 6,6 g/100g. Elles sont particulièrement riches en fibres alimentaires (27,3 %) qui sont des polysaccharides non assimilables (et donc non classés parmi les macronutriments de type glucide).  Ses fibres se composent de 60 % à 80 % de fibres insolubles et de 20 % à 40 % de fibres solubles (mucilage) . Les fibres insolubles en accélérant le transit intestinal sont des alliés de choix des personnes constipées.
Elles sont par contre riches en protéines avec une teneur moyenne de 20,2 g/100g, du même ordre de grandeur que le fromage à pâte molle à croûte lavée (comme l'époisse, le livarot, le pont-l'évêque...). Suivant les échantillons, la teneur varie entre 17 et 25 g/100g.
Les protéines sont classées soit comme des globulines (solubles dans des solutions salées) soit comme les albumines (hydrosolubles). Les globulines représentent les deux tiers des protéines de lin. Les acides aminés essentiels sont semblables à ceux de la graine de soja.
La teneur en lipides de 36,6 g/100g est élevée. Elle peut varier entre 31 et 45,8 g/100g mais la teneur reste très inférieure à celle des fruits à coque (noix (67 %), amande (54 %), noisette (63 %) etc. d'après la base Ciqual). Les acides gras poly-insaturés sont très majoritaires : ils représentent 68 % de tous les lipides. Et parmi ceux-ci, les acides gras en oméga-3 sont prédominants, il y en a même près de 4 fois plus que d'acides gras en oméga-6. Ce qui donne un rapport ω6/ω3=0,2 très faible et donc très intéressant car l'alimentation actuelle a tendance à trop favoriser les oméga-6. Les graines de lin et de chia font partie des sources végétales les plus riches en acide gras oméga-3. Les oméga-3 représentent presque la moitié (46 %) des lipides de la graine de lin. L'acide α-linolénique est un de ces oméga-3 qui ne peut être synthétisé de novo par les mammifères.
| Lipides : 36,6 (mg/100g du poids frais de la graine de lin) |                    |                     |                        |
| saturés:3,17                                                | monoinsaturés:6,51 | poly-insaturés:24,9 | poly-insaturés:24,9    |
|                                                             | oméga-9            | oméga-6             | oméga-3                |
| a. palmitique:1,87 a. stéarique:1,15                        | a. oléique:5,37    | a. linoléique:4,31  | a. α-linolénique :16,7 |

### Micronutriments
Les micronutriments sont les vitamines et les minéraux, jouant un rôle fonctionnel.
Les graines de lin sont riches vitamine B1, en magnésium, phosphore et zinc (La richesse est évaluée relativement à l'apport journalier recommandé).

## Composés phytochimiques
Les graines de lin contiennent des acides phénoliques et des lignanes.
Selon la base Phenol-Explorer, le contenu en composés phénoliques se résume dans le tableau ci-dessous:

Le (-)-sécoisolaricirésinol.

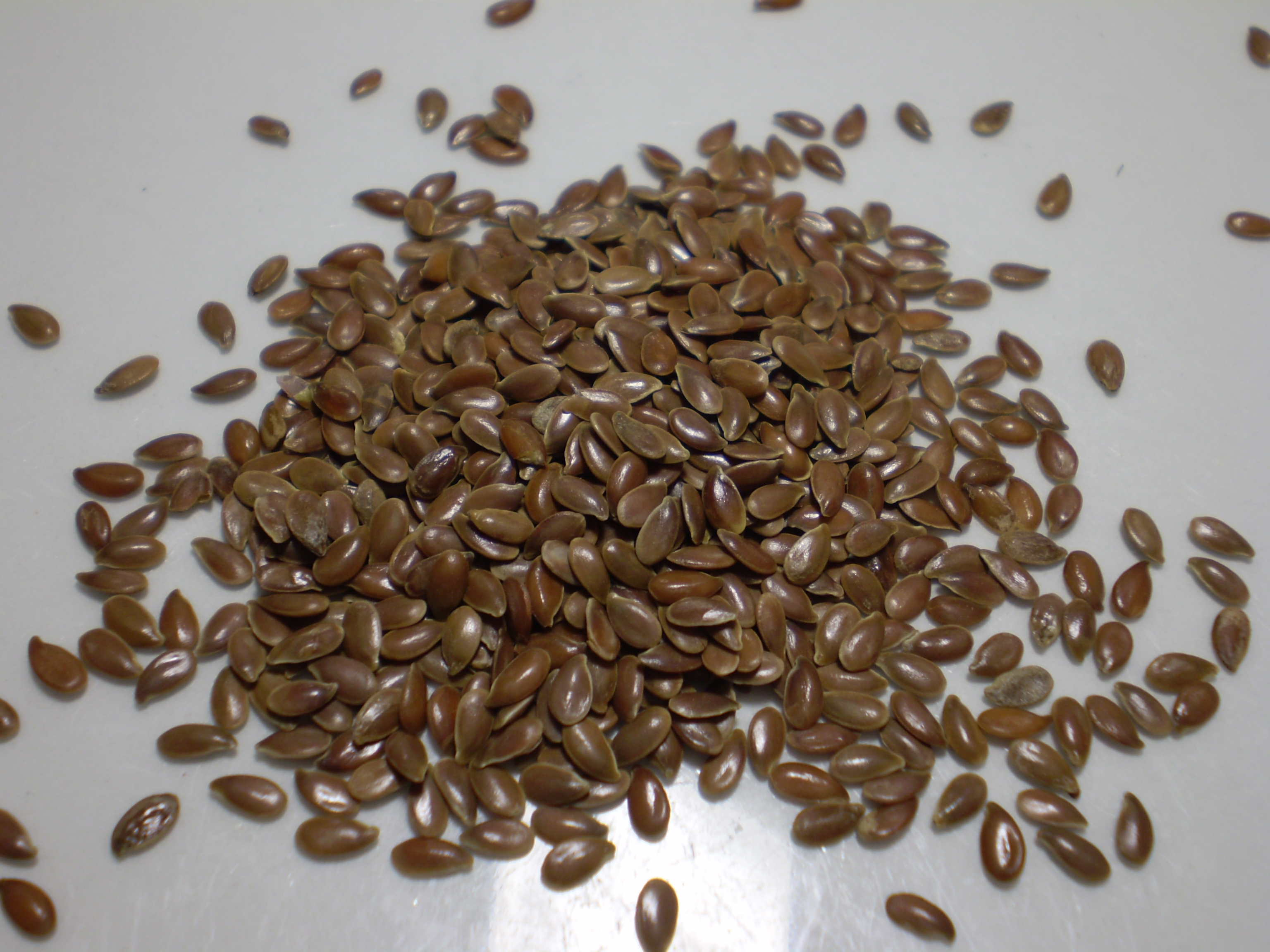
Graines de lin

Les acides phénoliques sont des piégeurs de radicaux libres - des antioxydants.
Les lignanes sont des substances naturellement présentes dans les plantes, composées à partir d'unités phénylpropanoïdes. La graine de lin oléagineux est à ce jour la matière végétale contenant le plus de lignanes phyto-oestrogènes : le sécoisolaricirésinol sous forme de diglucoside y est largement plus abondant que dans toutes les autres graines comestibles. La concentration en sécoisolaricirésinol  peut cependant varier considérablement en fonction du cultivar de lin oléagineux (de 82 à 324 mg/100g). Le sécoisolaricirésinol, le laricirésinol, le matairésinol et le pinorésinol sont métabolisés par les bactéries de la flore intestinale des mammifères en entérolignanes. En raison de leur structure apparentée à celle de l’œstradiol, les entérolignanes agissent comme modulateurs sélectifs des récepteurs des œstrogènes. Toutefois, les entérolignanes présentent une faible affinité pour les récepteurs aux œstrogènes.
Les graines de lin moulues contiennent aussi 2,15 à 3,69 g/100g d'acide phytique (ou acide myo-inositol hexaphosphorique), variant selon le cultivar et l’environnement. L'acide phytique peut contribuer à diminuer la biodisponibilité des minéraux. Il se lie au calcium, magnésium, zinc et fer et entrave leur absorption dans le tube digestif.
Elles sont bien sûr très riches en fibres alimentaires (avec une teneur de 27,3 g/100g), des polysaccharides qui ne peuvent pas être complètement décomposés par les enzymes digestives humaines. Elles ne sont donc ni digérées, ni absorbées au travers de la muqueuse intestinale. Les fibres peuvent être solubles (mucilages) ou insolubles (des celluloses, lignine), dans les proportions allant  20:80 à 40:60. La composante soluble est faite principalement de mucilage.
Le tégument de la graine de lin contient du mucilage dans sa couche de surface. Le mucilage peut être extrait avec de l'eau. Les mucilages de graines de lin sont couramment utilisés dans l'industrie cosmétique en tant qu'agents texturants. Ils assurent une bonne régulation du transit intestinal et ont une fonction hypolypidémiante.  On les rencontre aussi dans le tégument de la graine d'ispaghul (Plantago ovata) à des teneurs élevées semblables (de 25 à 30 % de la graine sèche).
Le mucilage de la graine de lin consiste en polysaccharides acides et neutres (ratio 2:1). Le polysaccharide acide comporte du L-rhamnose, L-fucose, L-galactose, acide D-galacturonique. Le polysaccharide neutre est composé de L-arabinose, D-xylose, et D-galactose dans les rapports moléculaires de 3,5:6,2:1. Ces polysaccharides sont des ossatures d'arabinoxylane ramifié, liées aux monosaccharides. Ces polysaccharides gonflent en présence d'eau, en formant un gel volumineux qui augmente la masse, le degré d'humidité et l'acidité du bol fécal, stimule le péristaltisme et facilite l'évacuation des selles. En recouvrant la muqueuse intestinal, ils la protégeraient en cas de processus inflammatoire. Il peut conduire à une perte de poids chez les personnes obèses.
La présence d'hétérosides cyanogènes est à noter dans tous les organes de la plante. Dans la graine, on trouve la linustatine, néolinustatine, et des traces de linamaroside. Dans une étude canadienne des différents types de graines de lin oléagineux, il a été trouvé de forte variation dans la teneur en glycosides cyanogènes. La linustatine est le principal d'entre-eux, avec une teneur allant de 213 à 352 mg/100g suivi par la néolinustatine (de 91 à 203 mg/100g). Les populations se nourrissant correctement, avec des apports suffisants en protéines et iode, ne rencontreront pas de problèmes de santé pour une consommation modérée de graines de lin (1 à 2 cuillères à soupe par jour).
La graine de lin n'est pas toxique. Sous réserve que sa consommation soit accompagnée de la prise d'un grand volume d'eau, on ne note pas d'effet indésirable.

## Usages
Les graines de lin entières sont très peu digestes pour l'homme, car elles sont retrouvées en grande partie intactes dans les selles.

### En médecine populaire
Pierre Lieutaghi a observé en Haute Provence un double usage traditionnel : pour ses propriétés laxatives, via les pains aux graines de lin, et comme émollient, très employé dans les inflammations de toute nature, via des cataplasmes rubéfiants (mélange de graines de lin moulues et de poudre de graines de moutarde).

### Pharmacologie
La graine de lin est une riche source d'acide alpha-linolénique, de lignanes et de mucilage, ce qui en fait un aliment fonctionnel potentiellement attrayant.

#### Activité laxative
Les mucilages de la graine de lin gonflent en présence d'eau et forment un gel volumineux qui augmente la masse, le degré d'humidité et l'acidité du bol fécal, ce qui stimule le péristaltisme et facilite l'évacuation des selles.
L'Agence du médicament (1998) admet qu'il est possible de revendiquer pour la graine de lin, l'indication thérapeutique suivante, par voie orale  : « traitement symptomatique de la constipation ».
Dans un essai contrôlé à simple insu, 77 patients constipés diabétiques de type 2, divisés en trois groupes, devaient consommer des cookies avec 10 g soit de graines de lin, soit de psyllium soit d'un placebo, pendant 12 semaines (Soltanian et al., 2019). Les graines de lin ont manifesté une capacité supérieure à améliorer les symptômes de la constipation, et les niveaux de glucose sanguin.

#### Effets sur les marqueurs cardiovasculaires
Les graines de lin sont une source très riche en acide alpha-linolénique, un oméga-3 réputé pour ses propriétés hypotriglycéridémiantes. Elles sont aussi riches en fibres alimentaires, qui peuvent entrainer une baisse du cholestérol.
En 1999, dans une étude randomisée, portant sur 29 sujets  hyperlipidémiques, les chercheurs ont observé que les graines de lin partiellement dégraissées étaient capables de faire baisser significativement le cholestérol LDL et le cholestérol total, comparativement au groupe prenant du son de blé.
Mais des essais comparatifs plus récents ont conduit à des résultats contradictoires. Une étude randomisée en double aveugle, portant sur 62 personnes prenant 40 g/jour de graines de lin moulues ou de son de blé, a montré que les graines de lin abaissaient le cholestérol LDL à 5 semaines (−13 %, p<0,005) mais pas à 10 semaines (−7 %, p=0,07). L'effet est donc de courte durée. Les graines de lin moulues ont réduit l'indice de résistance à l'insuline (HOMA-IR) chez les adultes hyperlipidémiques par rapport au son de blé de 23,7 % à 10 semaines mais n'ont eu aucun effet sur les marqueurs de l'inflammation ou du stress oxydatif.
Afin d'étudier les effets des graines de lin sur les marqueurs du risque de maladie cardiovasculaire chez les femmes ménopausées, un essai à long terme contrôlé par placebo, portant sur 179 femmes ménopausées, consommant 40 g/jour de graines de lin ou de germes de blé, a mesuré 8 marqueurs cardiovasculaires au début et à 12 mois. Il a été trouvé une augmentation des acides gras oméga-3 du plasma. L'augmentation de l'apolipoprotéine A-1 et B (bénéfiques) était toutefois limitée et moins importante que celle apportée par les germes de blé.

#### Activité hypoglycémiante
La réduction de la glycémie a été observée à jeun et après un repas (postprandial).
Une méthode pour évaluer la réponse glycémique à une prise de graines de lin (apportant 50 g de glucides) consiste à la comparer à une prise de pain blanc apportant aussi 50 g de glucides. Six volontaires ont consommé le matin à jeun soit du pain blanc ordinaire soit du « pain » fait avec de la farine de lin (apportant la même quantité de glucides).  La courbe de glycémie mesurée dans l'heure qui suit, a montré une réduction du pic glycémique de 28 % de la surface en dessous de la courbe des consommateurs de « pain de lin » par rapport aux consommateurs de pain blanc de froment.
Au delà de cet effet ponctuel, un essai clinique s'est proposé d'observer si les niveaux d'entérolignanes urinaires étaient en relation avec le diabète de type 2. Dans deux cohortes, les chercheurs ont mené une étude cas-témoin prospective sur le diabète de type 2 auprès de participants qui avaient fourni des échantillons d'urine (en 1995-201) et qui n'avaient déclaré aucun cas de diabète, de maladie cardiovasculaire ou de cancer lors du prélèvement des échantillons. Comme attendu, les patients diabétiques en 2008 étaient plus lourds, avaient des antécédents d'hypertension et d'hypercholestérolémie et des antécédents familiaux de diabète, avaient une alimentation moins saine et pratiquaient moins d'activité physique que les sujets témoins. Mais aussi dans les deux cohortes, les sujets diabétiques avaient des concentrations urinaires plus faibles des deux métabolites du lignane que chez les sujets témoins. D'autres études sont nécessaires pour reproduire ces résultats et explorer les mécanismes potentiels qui sous-tendent l'association observée.

#### Activité anticancérigène potentielle

Entérodiol et antérolactone

Les lignanes de la graine de lin sont transformés par les bactéries du microbiote intestinal en entérolactone (EL) et en entérodiol (ED). Ces deux entérolignanes (ED et EL) entrent dans la circulation sanguine puis sont excrétés par les urines. La lignane prédominante de la graine de lin, le diglycoside de sécoisolaricirésinol (SDG), fournit la source de ED et EL, la plus abondante connue du monde végétal.
Les lignanes et l'acide alpha-linolénique, deux composants très abondants dans la graine de lin, ont montré des effets anticancérigènes in vitro. 
L'idée que les graines de lin puissent avoir une action de protection contre le cancer est venue de l'observation que l'excrétion de lignane était plus faible chez les femmes ayant un cancer du sein. Cette observation a été suivie d'une série d'expérimentations in vitro, sur l'animal et l'humain.
Contrairement aux études in vitro, l'exposition in vivo au lignane de mammifère s'est révélée protectrice aux stades initiaux (avant cancérogène), de promotion (après cancérogène) et de progression (tumeurs visibles) de la carcinogenèse à des niveaux relativement faibles. Plusieurs études sur les rongeurs ont établi une efficacité de la graine de lin sur le cancer du côlon, par augmentation de l'apoptose et diminution de la prolifération cellulaire.
Cependant Jean Bruneton en 2009, concluait son bilan des essais cliniques en affirmant qu'aucune donnée clinique n'est disponible pour confirmer ou infirmer le rôle éventuel du lin dans la prévention de cancers.
En 2010, une grande étude de cohorte portant sur 57 053 sujets danois a démontré un résultat anti-tumoral contradictoire des lignanes selon le sexe: avec des niveaux élevés d'entérolactones, un risque plus faible de cancer du côlon chez la femme, et un risque plus élevé de cancer rectal chez l'homme.
Diverses études réalisées sur le cancer du sein ont conduit à des résultats contradictoires. En 2009 et 2012, deux méta-analyses ont corroboré la corrélation entre les niveaux élevés de consommation de lignanes végétaux avec une réduction modeste du risque de cancer du sein post-ménopausique,. En 2013, une étude portant sur une grande cohorte de femmes européennes n'a trouvé aucune incidence significative de la prise alimentaire de flavonoïdes et de lignanes sur le risque de cancer du sein, quel que soit le statut ménopausique des femmes.